# Jatigedong
Jatigedong is een bestuurslaag in het regentschap Jombang van de provincie Oost-Java, Indonesië. Jatigedong telt 3793 inwoners (volkstelling 2010).